# Nabożeństwo trzech godzin Agonii Chrystusa, naszego Zbawiciela

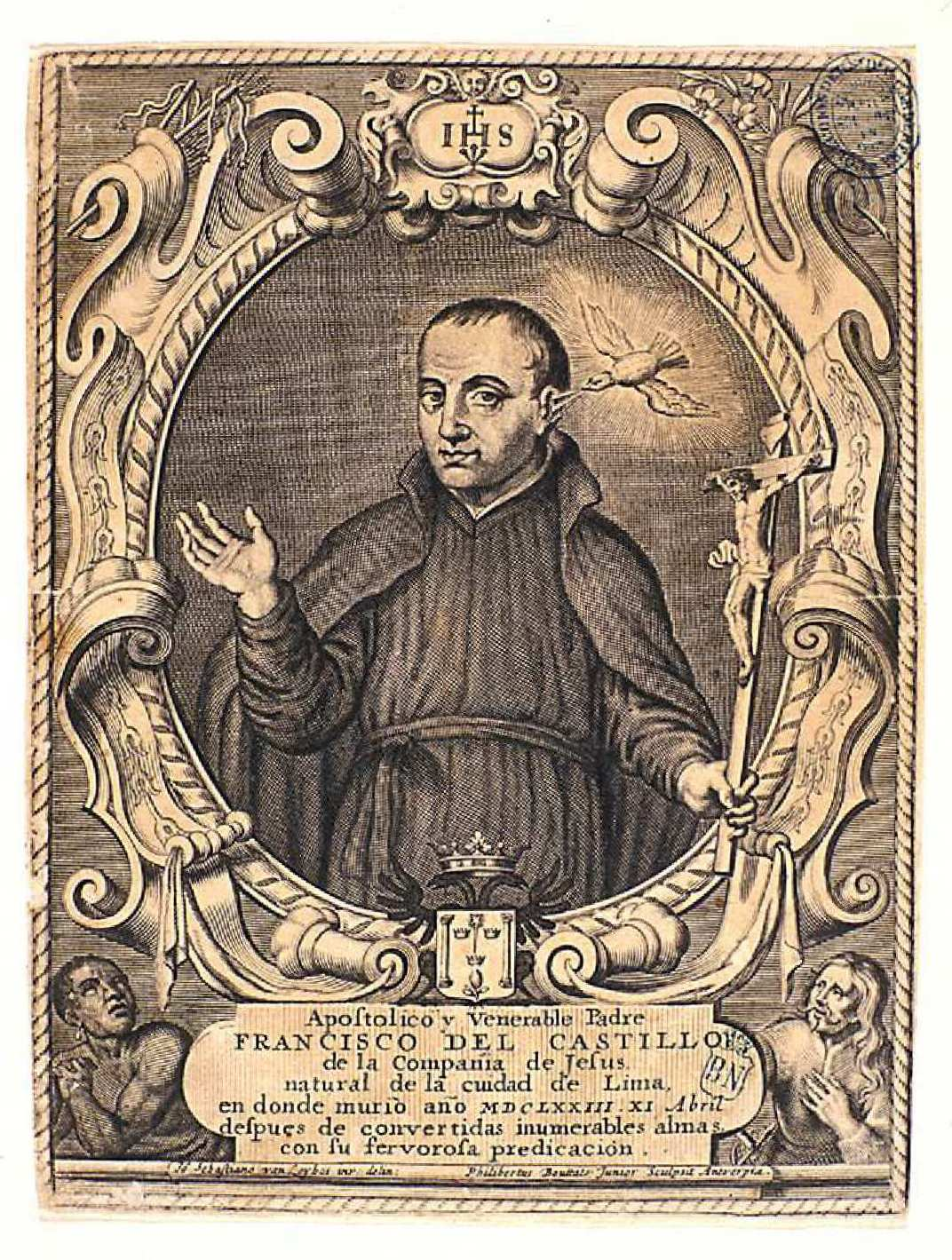
Portret o. Francisco del Castillo SJ (ok. 1700). Rycinę wykonał Philibert Bouttats młodszy(1675 - ok. 1736) na podstawie rysunku Jana Sebastiaena Loybosa (fl. 1653-1703). Biblioteka Narodowa Hiszpanii.

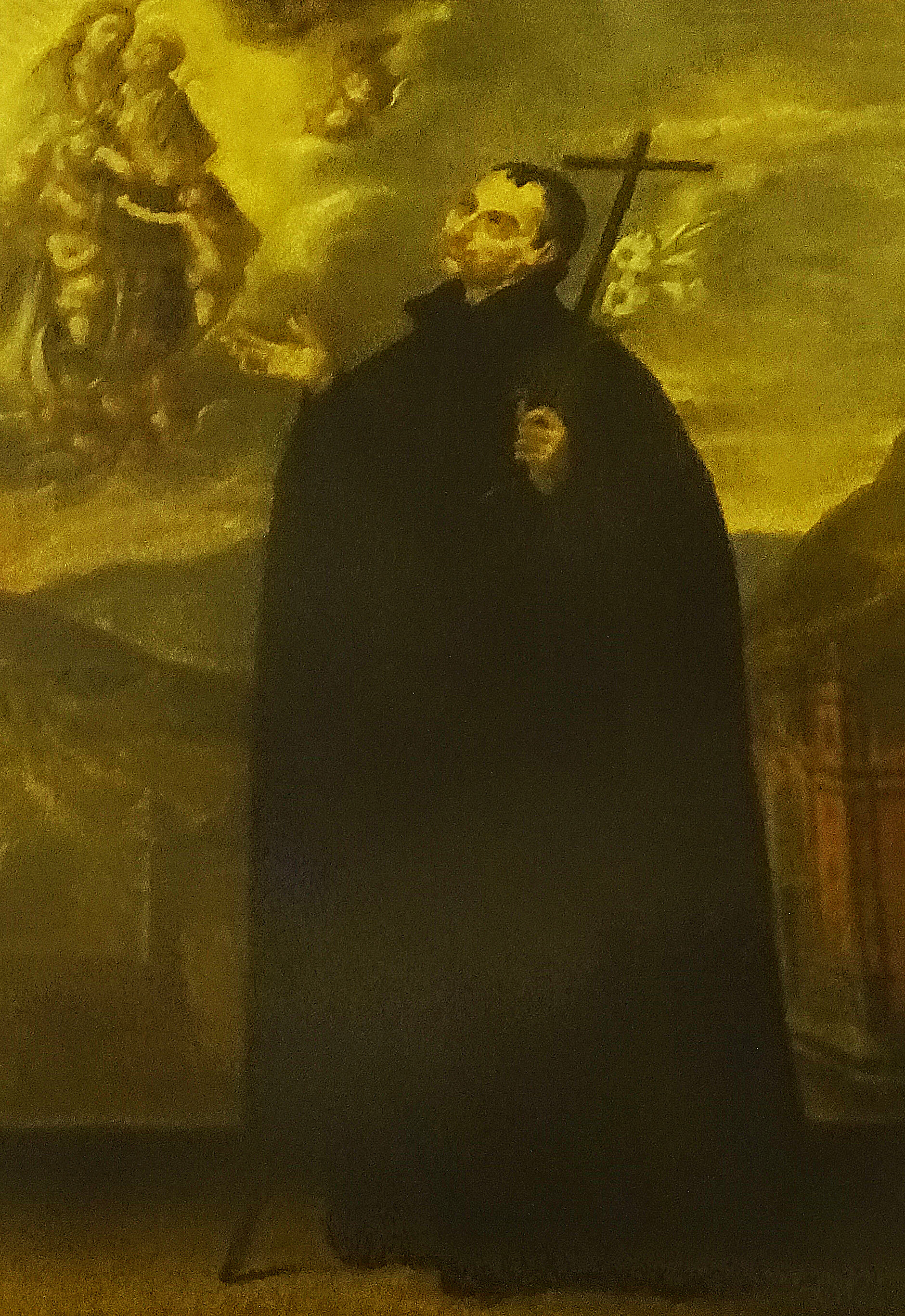
O. Francisco del Castillo SJ. Obrazu z kościoła św. Piotra w Limie.

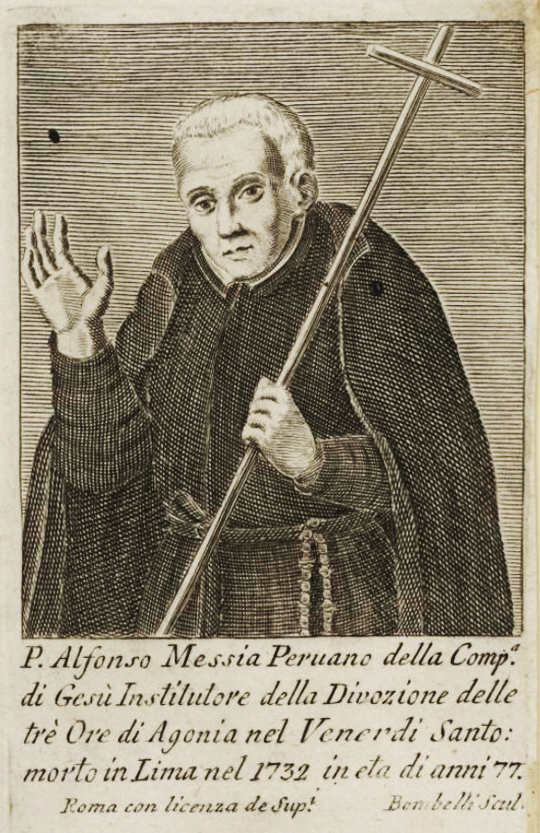
Portret o. Alfonso Mesia SJ. Miedzioryt wykonał Pietro Leone Bombelli. Frontyspis z publikacji: Mesia Bedoya, Alonso, Divozione alle tre ore dell'agonia di Gesu' Christ nostro redentore composta w Lima nel Peru, in lingua spagnuola. Dal p. Alfonso Messia della Compagnia di Gesu..., Rzym, 1794. Zbiory sztuki zamku w Coburgu.

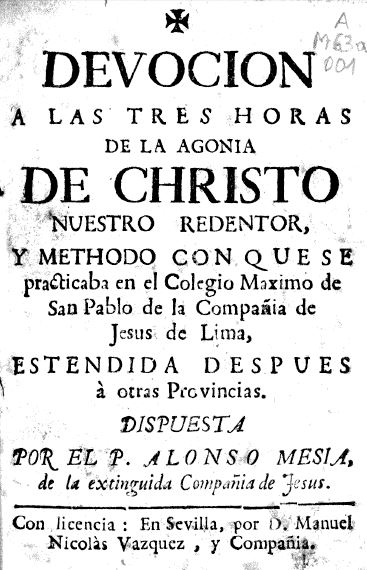
Strona tytułowa Devocion a las tres horas autorstwa o. Alonso Messia SJ.

Nabożeństwo trzech godzin Agonii Chrystusa (hiszp. Devoción a las tres horas de la agonía de Cristo nuestro Redentor, wł. Tre Ore Di Agonia Di Nostro Signore Gesù Cristo, ang. Three Hours’ Agony Devotion), „Wielkie trzy godziny” lub „Nabożeństwo trzech godzin” – nabożeństwo paraliturgiczne, odprawiane na pamiątkę męki i śmierci Jezusa Chrystusa w Wielki Piątek w niektórych kościołach rzymskokatolickich (ale też anglikańskich i luterańskich).
Nabożeństwo rozpoczyna się wezwaniem do Ducha Świętego. Na nabożeństwo składa się odczytanie siedmiu Słów Jezusa na krzyżu, po czym do każdego z nich dołączone są odpowiednie rozważania (też w formie kazań), pieśni (które mogą być zastąpiąne przez utwory instrumentalne) i modlitwy. Nabożeństwo często odprawiane jest pomiędzy 12:00 a 15:00, tradycyjnie uznawaną za godzinę śmierci Jezusa (może być też poprzedzone Drogą krzyżową, a po nim może następować Liturgia Męki Pańskiej). Bywa też odprawiane między godziną 18:00 a 21:00.

## Historia nabożeństwa

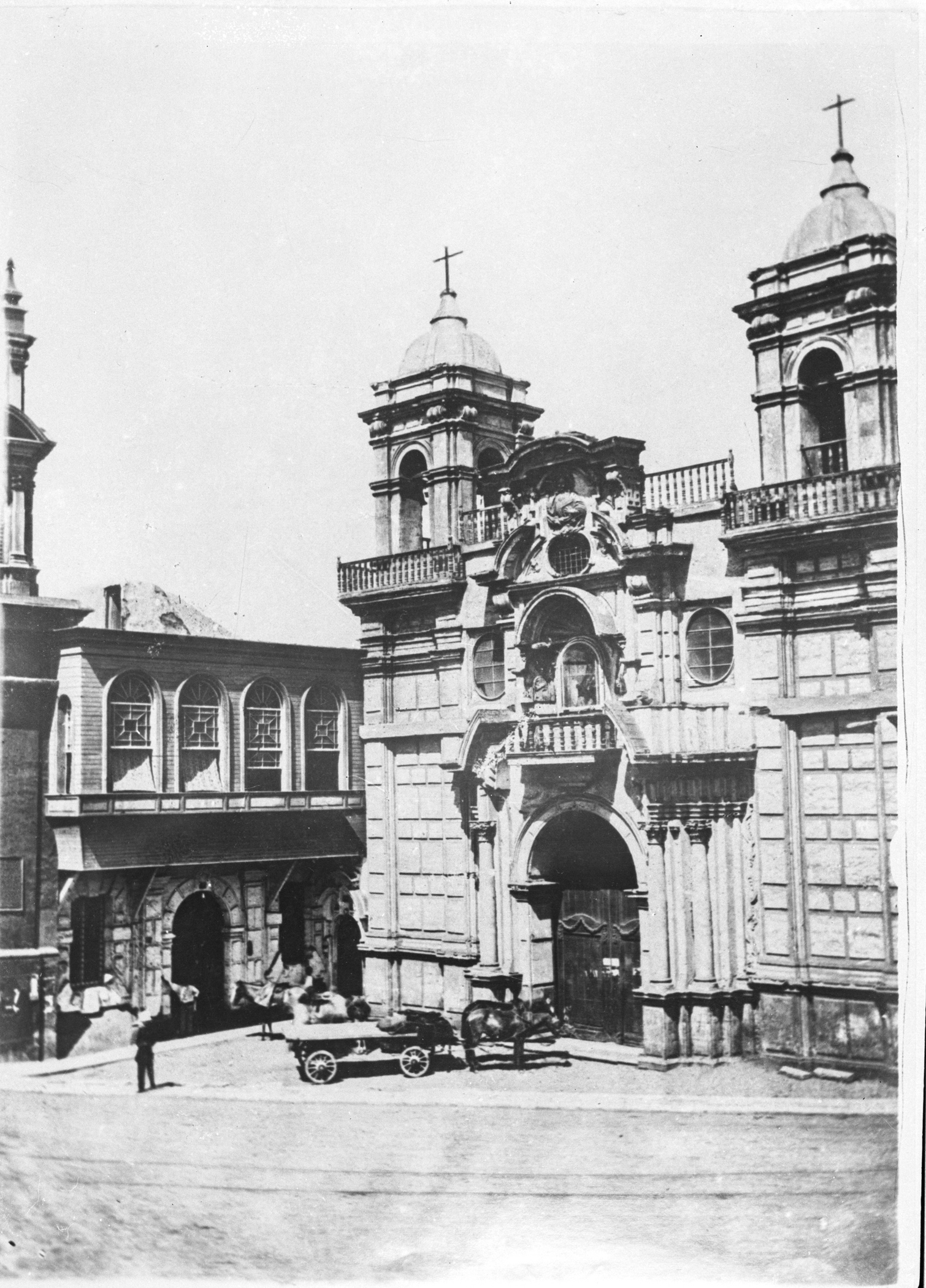
Dawny kościół Matki Bożej Bezdomnych w Limie. Zdjęcie z roku 1875. Dziś na jego miejscu stoi nowoczesna świątynia.

Nabożeństwo Trzech godzin Agonii wywodzi się z Peru, gdzie zainicjowali je jezuici.
W Wielkim Tygodniu roku 1660 peruwiański jezuita, o. Francisco del Castillo, zapoczątkował nabożeństwa do Jezusa w agonii z modlitwami i kazaniami, trwające przez 3 godziny. Odbyło się w kościele pod wezwaniem Matki Bożej Bezdomnych (Nuestra Senora de los Desamparados), leżącym na lewym brzegu rzeki Rímac w Brena, dzielnicy miasta Lima (dziś Brena ma rangę dystryktu w prowincji Lima), w którym znajdował się krucyfiks z figurą konającego Jezusa (Crucifijo de la Agonía). O. Francisco del Castillo uważany jest za prekursora Kazań o Siedmiu słowach Jezusa na krzyżu, które później jezuici przenieśli też do Europy (ich tradycja jest do dziś szczególnie żywa w Valladolid, gdzie stały się częścią tamtejszych niezwykle uroczystych obchodów Wielkiego Tygodnia).
Po śmierci o. del Castillo w 1673 roku, peruwiański jezuita i teolog, o. Alonso Messia, znany też jako Alphonsus (Alphonse) Messia lub Mesia (ur. 1655, Pacaraos, Peru, zm. 1732, Lima), „usystematyzował i rozpowszechnił Kazania o Siedmiu Słowach w broszurze Nabożeństwo o trzech godzinach konania Chrystusa, Pana naszego, i jego metoda (Devoción de las Tres HORAS de la Agonia de Cristo Nuestro Senor...; Lima, 1737), które było praktykowane w Collegium Maximum św. Pawła Towarzystwa Jezusowego w Limie i w całej Prowincja Peru”. Książeczka ta jest najważniejszym dziełem o. Alonso Messia. W ten sposób nabożeństwo do konającego Jezusa uzyskało znaną do dzisiaj formę trzygodzinnego nabożeństwa na Wielki Piątek, poświęconego rozważaniu trzech godzin agonii Jezusa Chrystusa.
Nabożeństwo szybko zyskało ogromną popularność. Rozpowszechniło się w całej Hiszpanii, a następnie w Europie. W Rzymie zostało wprowadzone około roku 1788 i nazwano je Tre ore di agonia lub krótko Tre ora. Papież Pius VI w r. 1789 zezwolił na jego odprawianie i udzielił odpustu zupełnego wszystkim, którzy odprawią je w Wielki Piątek, co sprawiło, że stało się jeszcze bardziej popularne.
Według jezuickiej bibliografii z roku 1894 nabożeństwo zostało przetłumaczone na język niemiecki, angielski, baskijski, francuski, włoski i polski. Było niezwykle rozpowszechnione zwłaszcza w XIX w. W XIX i pierwszej połowie XX wieku było też bardzo popularne w różnych wyznaniach protestanckich w krajach anglojęzycznych.
W tym czasie powstawały też pobożne stowarzyszenia (pia societa), których celem było organizowanie tych nabożeństw, jak np. stowarzyszenie ustanowione kanonicznie w r. 1868 we Florencji.
Po reformach liturgicznych Piusa XII oraz Soboru Watykańskiego II w Kościele katolickim jego popularność znacznie spadła, choć nadal jest praktykowane.
W postaci szczątkowej przetrwało też w tradycji anglikańskiej i luterańskiej.

## Struktura nabożeństwa

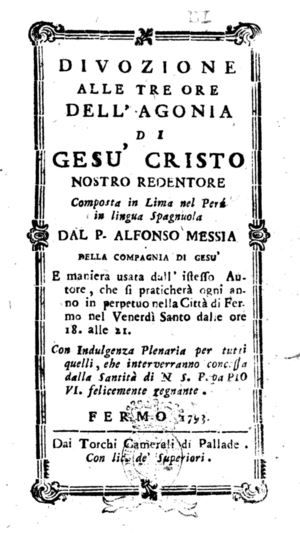
Strona tytułowa włoskiego wydania Divotione alla tre ore z roku 1793.

Książeczka Devoción a las tres horas de la agonía de Cristo nuestro Redentor... prezentuje następujący porządek nabożeństwa:

### Wprowadzenie
- Hymn do Ducha Świętego.
- Krótkie rozważanie wprowadzające, odczytane/wygłoszone przez prowadzącego.
- Następnie wszyscy klękają i rozważają wysłuchane treści; w międzyczasie śpiewana jest Lamentacja (według tekstu zamieszczonego na końcu książeczki) lub krótko grają instrumenty.

### Rozważania o siedmiu Słowach
- Odczytywane jest Słowo, które wypowiedział Pan na Krzyżu, po czym następuje:
  - odczytanie/wygłoszenie przez prowadzącego kazania na temat odczytanego Słowa;
  - następnie wszyscy klękają i rozważają wysłuchane treści;
  - w tym czasie śpiewana jest jedna strofa Lamentacji [lub grają instrumenty];
  - następnie pięciokrotnie powtarza się krótką prośbę, skierowaną do konającego Jezusa (po trzecim i czwartym Słowie też do Maryi), o treści odpowiedniej do rozważanego Słowa;
  - na koniec mówi się:

Wierzę w Boga, pokładam nadzieję w Bogu, miłuję Boga ponad wszystko, żałuję, że obraziłem Boga; ze względu na to, kim jest Bóg, postanawiam nigdy Go już nie obrazić.
Maryjo, Matko przedziwna, ucieczko grzesznych, uproś mi przez Jezusa ukrzyżowanego przebaczenie grzechów i łaskę, abym nigdy więcej Go nie obraził.
Ten schemat powtarza się sześć razy po odczytaniu kolejnych Słów. Przy siódmym Słowie następuje zmiana:
- Odczytywane jest Słowo, które wypowiedział Pan na Krzyżu, po czym następuje:
  - kazanie na temat odczytanego Słowa;
  - następnie wszyscy klękają i rozważają wysłuchane treści; w międzyczasie śpiewana jest Lamentacja [lub grają instrumenty];
  - prowadzący odczytuje długą medytację modlitewną, aby wzbudzić większą miłość i żal ze względu na to, co działo się w czasie agonii Pana.

### Zakończenie
- Tuż przed godziną trzecią rozpoczyna się śpiew Credo.
- O godzinie trzeciej, czyli w godzinie, kiedy Jezus oddał ducha, po słowach et mortuus est[17], wykonuje się żarliwy akt skruchy, połączony z odśpiewaniem ostatniej strofy Lamentacji.

### Dodatki
Zgodnie z założeniem, całe nabożeństwo powinno trwać trzy godziny. Gdyby jednak skończyło się wcześniej, niż o godzinie trzeciej, przewidziane są dodatkowe modlitwy (w przeciwnym razie można je pominąć). Jest to adoracja pięciu ran Pana Jezusa, która ma następujący porządek:
- odczytywane są krótkie rozważania o każdej z pięciu ran: na lewej stopie, prawej stopie, lewej ręce, prawej ręce i boku;
- po każdym rozważaniu mówi się Ojcze nasz i Chwała Ojcu;
- następnie odmawia się trzy razy Zdrowaś Maryjo i jedno Chwała Ojcu, ze czcią i szacunkiem dla cierpień Maryi w czasie trzech godzin konania Jezusa;
- całość kończy modlitwa skierowana do Maryi.

Na końcu książeczki zamieszczone są strofy Lamentacji, przewidziane do śpiewania w czasie nabożeństwa (niestety bez nut), a także końcowa modlitwa do Maryi.

## Opracowania muzyczne nabożeństwa

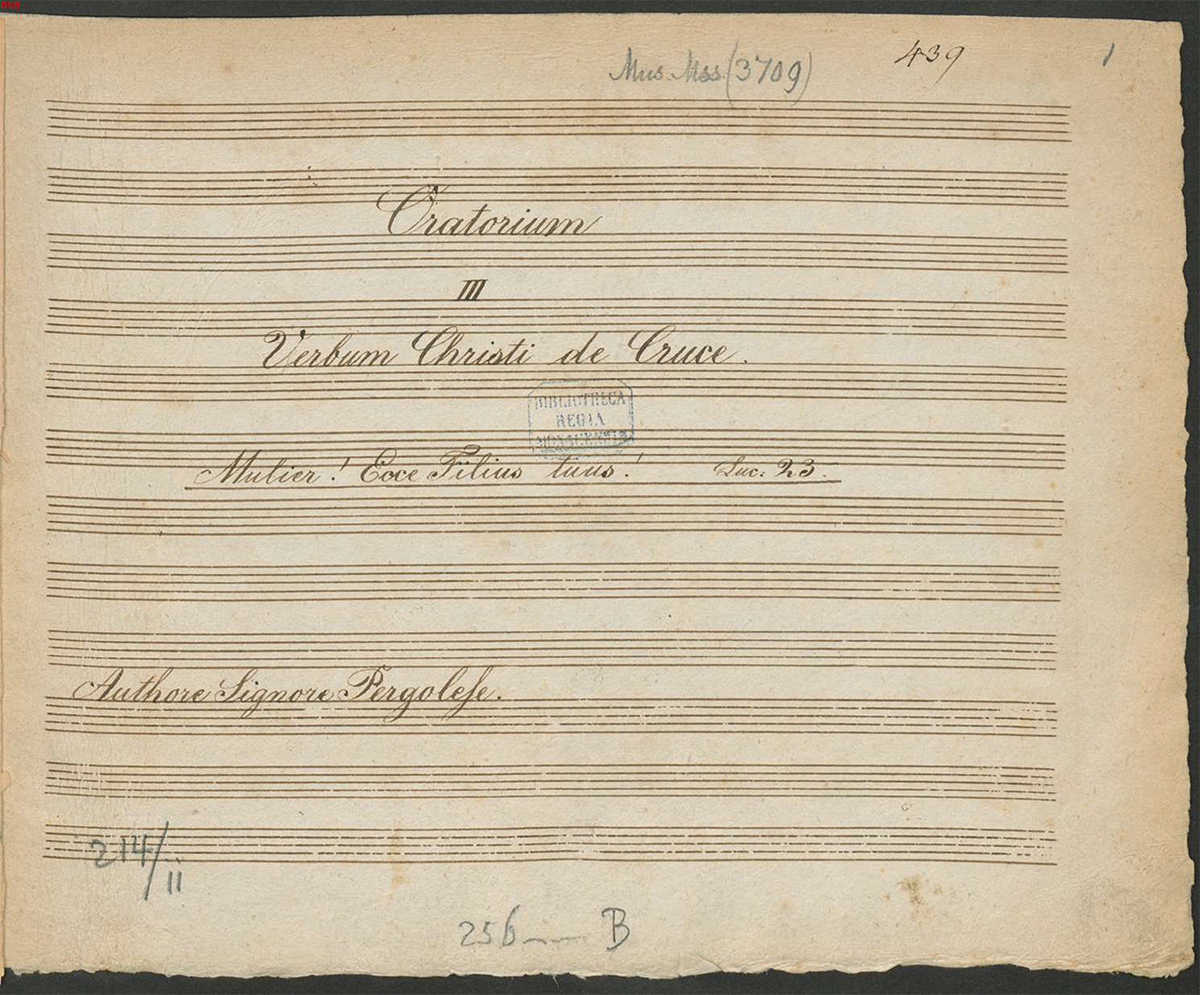
Giovanni Battista Pergolesi, trzecie Verbum Christi de Cruce – strona tytułowa kopii rękopiśmiennej.

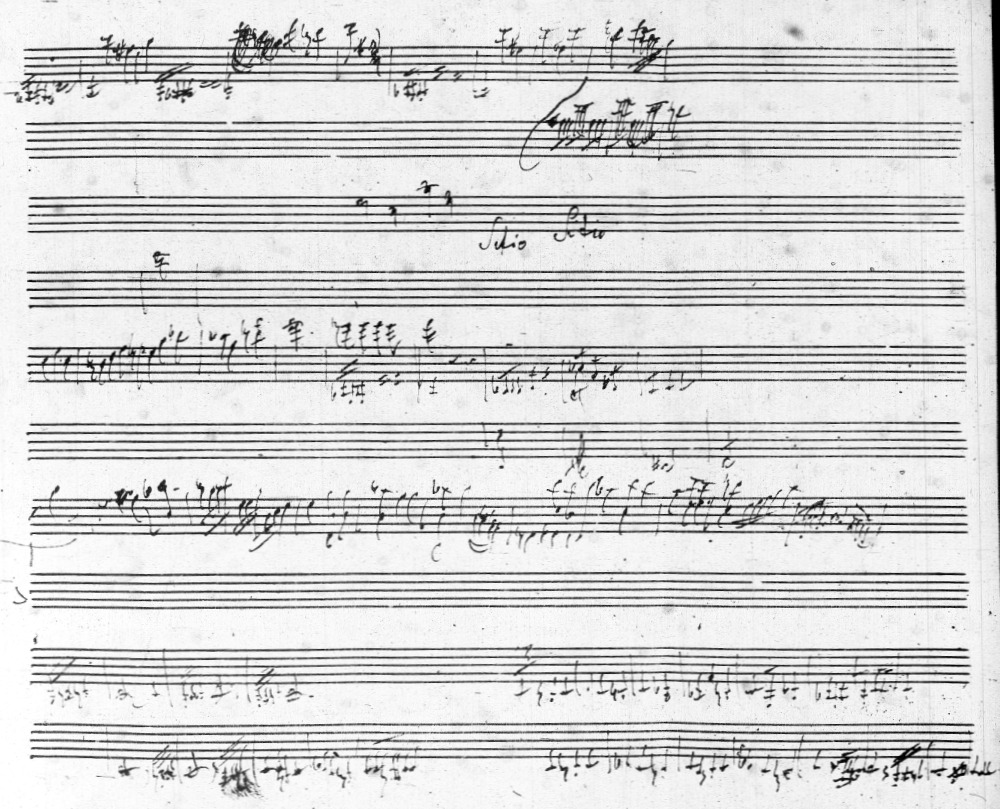
Szkic Josepha Haydna do „Siedmiu ostatnich Słów Chrystusa”; strona z piątego Słowa Sitio (Pragnę), ok. roku 1785.

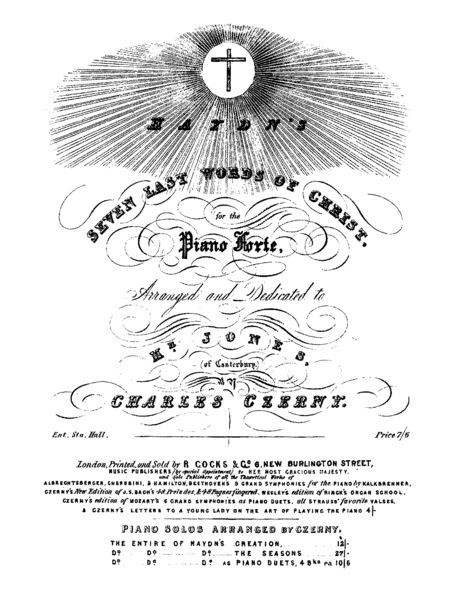
Strona tytułowa „Siedmiu ostatnich Słów Chrystusa” Josepha Haydna w opracowaniu Karla Czernego na fortepian

Ponieważ Nabożeństwo trzech godzin jest nabożeństwem paraliturgicznym, w jego ramach już sam autor dopuścił użycie instrumentów muzycznych, których zastosowanie w liturgicznym nabożeństwie Wielkiego Piątku jest wykluczone. Stąd też powstawały kompozycje, które bądź były przewidziane wprost na to nabożeństwo, bądź też wykorzystują jego ideę. Wśród nich można wymienić np. utwory następujących twórców:
- Giovanni Battista Pergolesi (1710–1736): cykl siedmiu kantat (zwanych też „oratoriami”[19]) Septem verba a Christo in cruce moriente prolata (ok. 1730–1736). Każda kantata obejmuje dwie arie da capo. Pierwsza z nich zawiera słowa Chrystusa, którą śpiewa bas solo (oprócz kantaty drugiej, w której śpiewa ją tenor solo). Druga aria jest odpowiedzią „duszy” na słowa Chrystusa. W pierwszej i czwartej kantacie śpiewa ją alt, w drugiej, trzeciej i szóstej – sopran, w piątej i siódmej – tenor. W pięciu kantatach niektóre arie są poprzedzone recytatywem. Solistom towarzyszy orkiestra, składająca się z dwóch trąbek clarino, dwóch rogów i instrumentów smyczkowych. Dzieło było prawdopodobnie przeznaczone na nabożeństwo Tre Ore[20][21][22].
- Joseph Haydn (1732–1809): cykl Siedem ostatnich słów Chrystusa na krzyżu (niem. Die sieben letzten Worte unseres Erlösers am Kreuze) – najbardziej znana kompozycja na Nabożeństwo Trzech Godzin:
  - Utwór orkiestrowy (Hob. XX/1:A), zmówiony w roku 1783 na nabożeństwo wielkopiątkowe Tres horas w Oratorio de la Santa Cueva w Kadyksie (Hiszpania); tytuł pierwszego wydania: Musica instrumentale sopra le 7 ultime parole del nostro Redentore in croce. W skład cyklu wchodzi Introdukcja, siedem Sonat do wykonania pomiędzy poszczególnymi rozważaniami słów Jezusa w czasie przewidzianym na medytację, oraz końcowe „Trzęsienie ziemi” – utwór nawiązujący do wydarzenia, jakie według opisu biblijnego miało miejsce po śmierci Jezusa (zob. Mt 27,51 nn.).
  - W roku 1787 powstało opracowanie cyklu na kwartet smyczkowy (Hob. XX/1:B = Hob. III:50–56; autorstwo Haydna niektórzy muzykolodzy podają w wątpliwość).
  - Haydn osobiście zaakceptował opracowanie wyciągu fortepianowego przez swego wydawcę (Hob. XX/1:C). Wszystkie trzy powyższe wersje zostały opublikowane w lecie 1787 roku przez wydawnictwo Artaria w Wiedniu.
  - W roku 1796 Haydn zaprezentował Siedem ostatnich słów Chrystusa na krzyżu jako oratorium z solistami i chórem (Hob. XX/2). Inspiracją dla kompozytora było nieautorskie opracowanie jego dzieła, którego dokonał Joseph Friebert, kapelmistrz z Pasawy, włączając do partytury chór. Haydn słyszał wykonanie tej wersji w Pasawie podczas swej drugiej podróży do Londynu (1794–1795).
  - Cykl Haydna był też opracowywany przez innych autorów.
- Giuseppe Giordani Giordaniello (1743–1798): oratorium Tre ore dell’Agonia di N.S. Gesù Cristo (1790) na solistów i orkiestrę symfoniczną.
- Niccolò Antonio Zingarelli (1752–1837): oratorium Tre ore dell’Agonia (1825) na dwa tenory i bas solo oraz orkiestrę symfoniczną.

Istnieją też wzmianki o kompozycjach, które zaginęły, np.:
- Domenico Corigliano (1798–1838):
  - Le tre ore di agonia di N.S. na 2 soprany i 2 alty z towarzyszeniem fortepianu i wiolonczeli;
  - Le tre ore di agonia di N.S. na 2 tenory i bas z orkiestrą[23][24].
- Raffaele Vastarella (?) – ksiądz z Neapolu (sacerdote napoletano):
  - Le parole delle tre ore di agonia di N.S. na 4 głosy i instrumenty;
  - Parole dell’ agonia di N.S. na 4 głosy i 4 instrumenty[25].

Pokrewne tematycznie tym kompozycjom są utwory oparte na Słowach Jezusa na krzyżu, choć podejście do ich opracowania muzycznego jest inne: nie stanowią one części nabożeństwa trzech godzin, lecz stanowią samodzielne kompozycje, które mogą też mieć różne zastosowania liturgiczne.